# 목재부후균
목재부후균(wood-decay fungi)을 목재를 분해하는 균류이다.

부후의 종류는
갈색부후(brown rot), 연부후(soft rot), 백색부후(white rot) 
이다.

## 같이 보기
- 버섯
- 목재 보존